# Женская сборная Островов Кука по баскетболу 3×3
Женская сборная Островов Кука по баскетболу 3×3 представляет Острова Кука на международных соревнованиях по баскетболу 3×3. Управляющим органом является Баскетбольная ассоциация Островов Кука (англ. Cook Islands Basketball Association).
По состоянию на 1 сентября 2024, женская сборная Островов Кука по баскетболу 3×3 занимает 108-е место в мировом рейтинге ФИБА женских сборных по баскетболу 3×3.

## Результаты выступлений
| Турнир                           | Золото | Серебро | Бронза | Всего |
| -------------------------------- | ------ | ------- | ------ | ----- |
| Чемпионат мира по баскетболу 3×3 | —      | —       | —      | —     |
| Тихоокеанские игры               | 0      | 1       | 1      | 2     |
| Итого                            | 0      | 1       | 1      | 2     |

### Чемпионат мира по баскетболу 3x3
| Год           | Место          | Игры           | Победы         | Поражения      | Состав команды                                         |
| ------------- | -------------- | -------------- | -------------- | -------------- | ------------------------------------------------------ |
| 2012—2014     | не участвовали | не участвовали | не участвовали | не участвовали | не участвовали                                         |
| Гуанчжоу 2016 | 20             | 4              | 0              | 4              | Johaana Bates, Adoniah Lewis, Janet Main, Terai Sadler |
| 2017—н. в.    | не участвовали | не участвовали | не участвовали | не участвовали | не участвовали                                         |

### Тихоокеанские игры
| Год          | Место | Игры | Победы | Поражения | Состав команды                                                                                        |
| ------------ | ----- | ---- | ------ | --------- | --- |
| Апиа 2019    | 2     | 9    | 7      | 2         | Adoniah Lewis, Janet Main, Keziah Lewis, Terai Sadler                                                 |
| Хониара 2023 | 3     | 6    | 5      | 1         | Tikara Chantel Joy Jallow, Keziah Lewis, Ajiah-Liric Penina Nahshon Siosiua-Pepe, Elianna Eden Tuaiti |